# Jerry León
Jerry Gabriel León Nazareno (n. Guayaquil, Ecuador; 22 de abril de 1995) es un futbolista ecuatoriano. Juega de defensa y su equipo actual es el Manta de la Serie B de Ecuador.

## Trayectoria
Se inició jugando en las categorías formativas del club Norte América. 
En el 2012 pasa las reservas del Deportivo Cuenca, dónde lógra su debut profesional con el primer plantel en el 2013, después es cedido a préstamo al Deportivo Azogues, pero regresa al Deportivo Cuenca a inicios de 2016. 
En el 2017 pasa a jugar al Gualaceo Sporting Club; a mediados de ese mismo año llega a la Universidad Católica y luego al Técnico Universitario.
En el 2019 obtiene su primera experiencia internacional al ser contratado por el Zulia Fútbol Club de Venezuela, equipo con el cual disputó la Copa Sudamericana 2019 y dónde llegaron hasta los cuartos de final, al ser eliminados por el Colón de Santa Fe.
En diciembre de 2019 regresa a Ecuador al ser anunciado como nuevo refuerzo del Delfín Sporting Club.
El 30 de enero de 2022 firmó contrato con el Al-Yarmouk de la Liga Premier de Kuwait.

## Selección nacional

### Categorías inferiores
Ha sido internacional con la selección de Ecuador en la categoría sub-20.

#### Participaciones en Sudamericanos
| Campeonato                  | Sede    | Resultado    | Partidos | Goles |
| --------------------------- | ------- | ------------ | -------- | ----- |
| Sudamericano Sub-20 de 2015 | Uruguay | Primera fase | 1        | 0     |

## Clubes
| Club                       | País      | Año         |
| -------------------------- | --------- | ----------- |
| Deportivo Cuenca           | Ecuador   | 2012 - 2015 |
| Deportivo Azogues (cedido) | Ecuador   | 2015        |
| Deportivo Cuenca           | Ecuador   | 2016 - 2017 |
| Gualaceo S. C.             | Ecuador   | 2017        |
| Universidad Católica       | Ecuador   | 2017 - 2018 |
| Técnico Universitario      | Ecuador   | 2018        |
| Zulia F. C.                | Venezuela | 2019        |
| Delfín S. C.               | Ecuador   | 2020        |
| Olmedo                     | Ecuador   | 2021        |
| Al-Yarmouk                 | Kuwait    | 2022        |
| Manta                      | Ecuador   | 2023-act.   |

## Participaciones internacionales
| Torneo                 | Club        | Resultado        |
| ---------------------- | ----------- | ---------------- |
| Copa Sudamericana 2019 | Zulia F. C. | Cuartos de final |